# Átta
Átta är det åttonde studioalbumet från det isländska bandet Sigur Rós som släpptes 16 juni 2023. Albumet var deras första på tio år, efter att bandet återförenandes med Kjartan Sveinsson. Efter att bandets ledsångare, Jónsi, haft en karriär som soloartist, förklarade bandet i ett uttalande att de närmade sig albumet "och ville ha minimala trummor och att musiken skulle vara riktigt gles, flytande och vacker. Vi blir äldre och mer cyniska så jag ville bara flytta oss så att vi kände något !".